# Zambia na Mistrzostwach Świata w Lekkoatletyce 2017
Zambia na Mistrzostwach Świata w Lekkoatletyce 2017 – reprezentacja Zambii podczas Mistrzostw Świata w Londynie liczyła 2 zawodników, którzy nie zdobyli żadnego medalu.
Mężczyźni
| Zawodnik     | Konkurencja        | Eliminacje | Eliminacje | Półfinał | Półfinał | Finał    | Finał   |
| Zawodnik     | Konkurencja        | Rezultat   | Pozycja    | Rezultat | Pozycja  | Rezultat | Pozycja |
| ------------ | ------------------ | ---------- | ---------- | -------- | -------- | -------- | ------- |
| Sydney Siame | Bieg na 200 metrów | 20,29      | 9. Q       | 20,54    | 12.      | NQ       | NQ      |

Kobiety
| Zawodniczka    | Konkurencja        | Eliminacje | Eliminacje | Półfinał | Półfinał | Finał    | Finał   |
| Zawodniczka    | Konkurencja        | Rezultat   | Pozycja    | Rezultat | Pozycja  | Rezultat | Pozycja |
| -------------- | ------------------ | ---------- | ---------- | -------- | -------- | -------- | ------- |
| Kabange Mupopo | Bieg na 400 metrów | DSQ        | DSQ        | DSQ      | DSQ      | DSQ      | DSQ     |